# Лоноки (окръг, Арканзас)
Окръг Лоноки (на английски: Lonoke County) е окръг в щата Арканзас, Съединени американски щати. Площта му е 2077 km², а населението – 68 356 души (2010). Административен център е град Лоноки.